# Ken’ya Hara

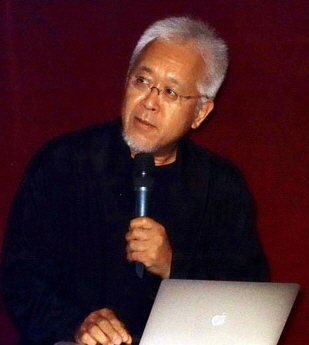
Ken’ya Hara

Ken’ya Hara (jap. 原 研哉, Hara Ken’ya; * 1958 in der Präfektur Okayama, Kaiserreich Japan) ist ein japanischer Graphiker, Gestalter und Kurator. Er wird als der einflussreichste Designer des heutigen Japan angesehen und betont die Einfachheit und Schlichtheit sowohl bei Dingen des täglichen Gebrauchs als auch bei der Verwendung von Farben oder von Weiß im japanischen Leben.

## Tätigkeiten
1998 entwarf Hara die Eröffnungs- und Schlusszeremonien der Olympischen Winterspiele Nagano 1998. Seit 2001 ist er Direktor für die japanischen Marke Muji, die Trendmärkte betreibt. 2008 entwickelte Hara zusammen mit der Modefirma Kenzo das Äußere des Parfüms "Kenzo Power",
Hara leitet das Hara Design Institute am K.K. Nippon Design Center. Das Institut war 2006 für das Design der Ausstellung The Trip to Sesshu (engl. Übersetzung von 雪舟への旅, Sesshū e no tabi) im englischen Yamaguchi Prefectural Art Museum (Yamaguchiken-ritsu bijutsukan, germ. „Kunstmuseum der Präfektur Yamaguchi“) über den japanischen Maler des 15. Jahrhunderts Sesshū Tōyō verantwortlich.

## Ausstellungen (Auswahl)
- 2000: Re-Design: The Daily Products of the 21st Century
- 2010/2011: Make up: Design der Oberfläche, Museum für Gestaltung Zürich, Zürich

## Schriften (Auswahl)
- Kenya Hara: Designing Design, Verlag Lars Müller, Baden, Schweiz 2007. ISBN 978-3-03-778-105-0
- Kenya Hara: shiro / White, Chuokoron-Shinsha, 2008. ISBN 978-4-12-003937-9. (Japanisch/Englisch)
  - White, Verlag Lars Müller, Baden, Schweiz 2010. ISBN 978-3-03-778-183-8
  - WEISS, übersetzt von Anita Brockmann; Lars Müller Publishers, Baden, Schweiz 2017. ISBN 978-3-03-778-182-1
- Kenya Hara: Make up: Design der Oberfläche, zur Ausstellung oben, übersetzt von Ian Pepper; Ludwigsburg, aved. 2010 ISBN 978-3-89986-138-9